# Cantonul Saint-Joseph
Cantonul Saint-Joseph este un canton din arondismentul Fort-de-France, Martinica, Franța.

## Comune
| Comune       | Populație (1999) | Cod poștal | Cod INSEE |
| ------------ | ---------------- | ---------- | --------- |
| Saint-Joseph | 16.849           | 97212      | 97224     |